# Christina Brabetz

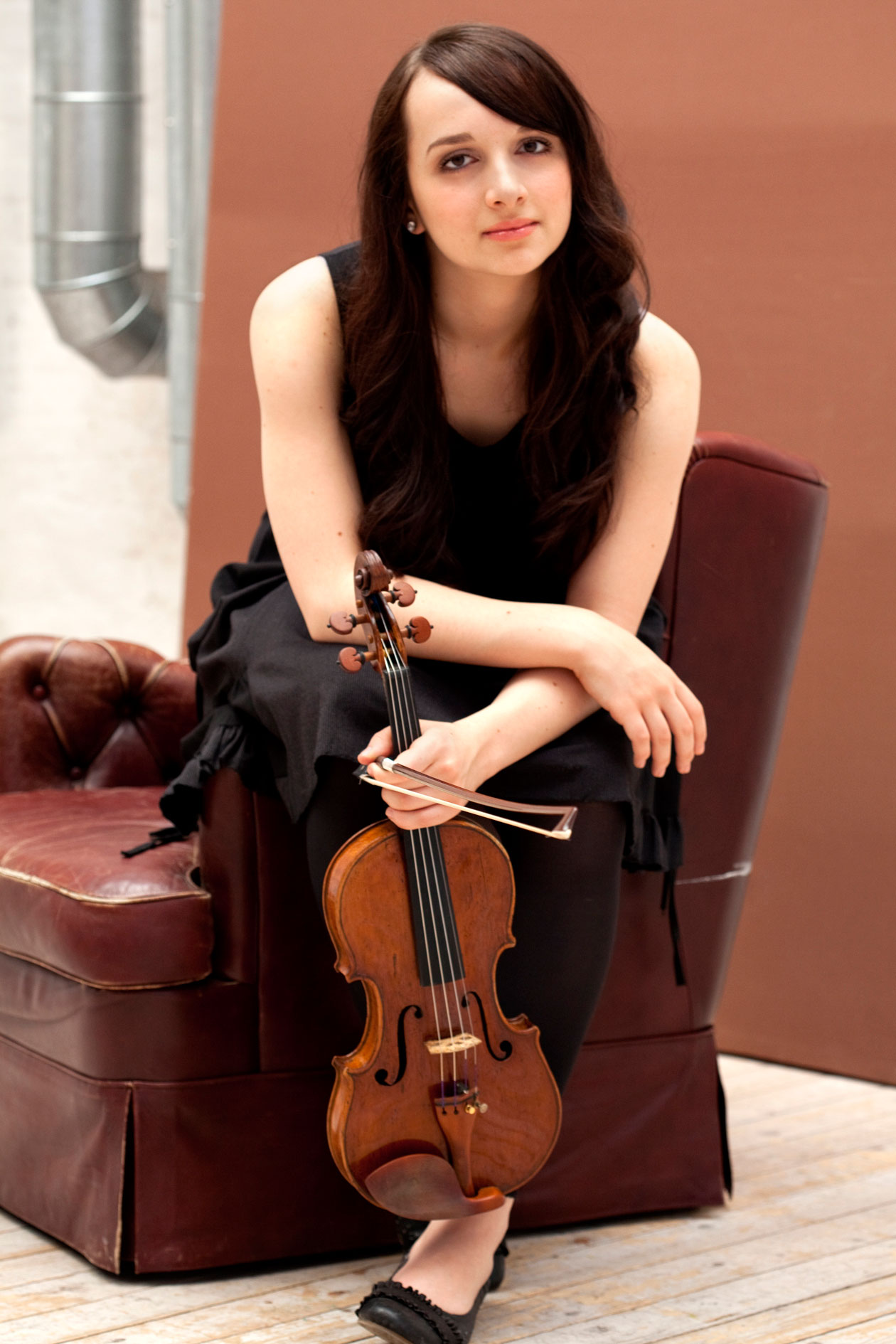
Christina Brabetz (2011)

Christina Brabetz (* 8. Oktober 1993 in Windhoek, Namibia) ist eine südafrikanisch-deutsche Geigerin. 

## Leben
Brabetz besuchte die deutsche Schule in Kapstadt, erspielte sich bei regionalen und nationalen Musikwettbewerben Preise und wurde mit dem Titel „Most Promising Candidate“ ausgezeichnet.
Im Alter von elf Jahren trat sie als Solistin mit Orchester beim Hugo Lambrechts Concerto Festival in Kapstadt auf. Zwei Jahre später wurde sie in die Violinklasse von Thomas Christian an der Hochschule für Musik in Detmold aufgenommen. 
Der Höhepunkt ihrer Laufbahn war 2010 der Sieg beim   TONALi Musikwettbewerb, dem sich ein Solokonzert unter der Leitung von Kurt Masur sowie u. a. Konzerte bei den Festspielen Mecklenburg-Vorpommern, den BASF-Konzerten und weiteren Festivals anschlossen.

## Instrumente
Die Deutsche Stiftung Musikleben stellt Christina Brabetz eine Violine von Giambattista Guadagnini (Turin 1779) aus dem Deutschen Musikinstrumentenfonds zur Verfügung.

## Preise und Auszeichnungen
- 2004 Siegerin der Abteilung Streicher (Junior), und Gewinnerin des Titels „vielversprechendster Kandidat“ des SANLAM Nationalen Musikwettbewerbs
- 2005 Gewinnerin der Silbermedaille beim SANLAM Nationalen Musikwettbewerb
- 2003–2006 Gewinnerin von Gold-Auszeichnungen bei den Eisteddfods in Kapstadt, Südafrika
- 2010 Gewinnerin des TONALi Grand Prix in Hamburg
- 2012 Förderpreis des Landes Nordrhein-Westfalen für junge Künstlerinnen und Künstler